# 小川城 (西米良村)
小川城（おがわじょう）は、宮崎県児湯郡西米良村（明治以前は肥後国球磨郡）小川字囲にあった江戸時代の日本の城（居館）。肥後菊池氏の末裔を名乗る米良荘領主・米良氏の居城。

## 概要
一ツ瀬川の支流・小川川左岸の山際にある。江戸時代中期の承応年間（1652年～1655年）に米良則重が築城し、幕末の米良則忠の代まで約200年に渡って米良氏の居城となった。城の北西には引退した城主が居住する「隠居所」が造られ、石垣が残っている。城跡は、県内でも古い時期に造られた小川小学校・中学校の敷地となっていたが、1989年（平成元年）に廃校となり、石碑のみが残る。
1990年（平成2年）に北西の隠居所跡が「小川城址公園」として整備され、城郭風建築の「小川民俗資料館（おがわ作小屋村）」などが建てられている。